# Mosasauroidea
De Mosasauroidea zijn een groep mariene reptielen, behorend tot de Squamata, die leefden tijdens het Krijt.
Al in 1880 had Othniel Charles Marsh het over mosasauroids maar in een informele zin; hiermee duidde hij Tylosaurus, Lestosaurus en Holosaurus aan.
In 1923 benoemde Charles Lewis Camp formeel een superfamilie Mosasauroidea. Daar rekende hij echter alleen soorten uit de Mosasauridae onder. Langzamerhand werd men zich bewust van ruimere verwanten van die groep. De precieze inhoud van het begrip Mosasauroidea bleef echter vaag.
In 2008 definieerde Jack Lee Conrad als eerste een exacte stamklade Mosasauroidea als de groep bestaande uit Mosasaurus hoffmanni en alle soorten nauwer verwant aan Mosasaurus dan aan Dolichosaurus longicollis.
Conrad stelde vier synapomorfieën, vast, gedeelde nieuwe eigenschappen. Het quadratum heeft een processus suprastapedialis, dus een uitsteeksel boven de stapes. In de onderkaak is het dentarium voornamelijk afhangend van het praearticulare. De staart is afgeplat en verhoogd tot een peddelend zwemorgaan. Het schouderblad is korter dan het ravenbeksbeen.
In 2017 stelden Daniel Madzia en Andrea Cau een wat voorzichtiger definitie op: de groep bestaande uit Mosasaurus hoffmannii Mantell, 1829 en Aigialosaurus dalmaticus Kramberger, 1892, en alle soorten nauwer verwant aan Mosasaurus en Aigialosaurus dan aan Dolichosaurus longicollis Owen, 1850, Adriosaurus suessi Seeley, 1881, of Pontosaurus lesinensis Kornhuber, 1873. Deze definitie is "zelfvernietigend" mocht Aigialosaurus nauwer verwant zijn aan de anders soorten.
Tot de Mosasauroidea behoren de grootste hagedissen die ooit bestaan hebben. Het gaat om zwemmende dieren waarvan de eerste minstens zo oud zijn als het Cenomanien en die zesenzestig miljoen jaar geleden uitstierven bij de K-T-overgang.